# Knickspant

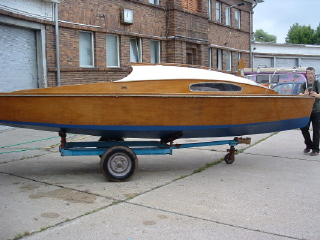
Knickspant-Boot

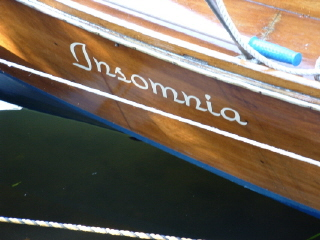
Übergang vom Bug in den Knick

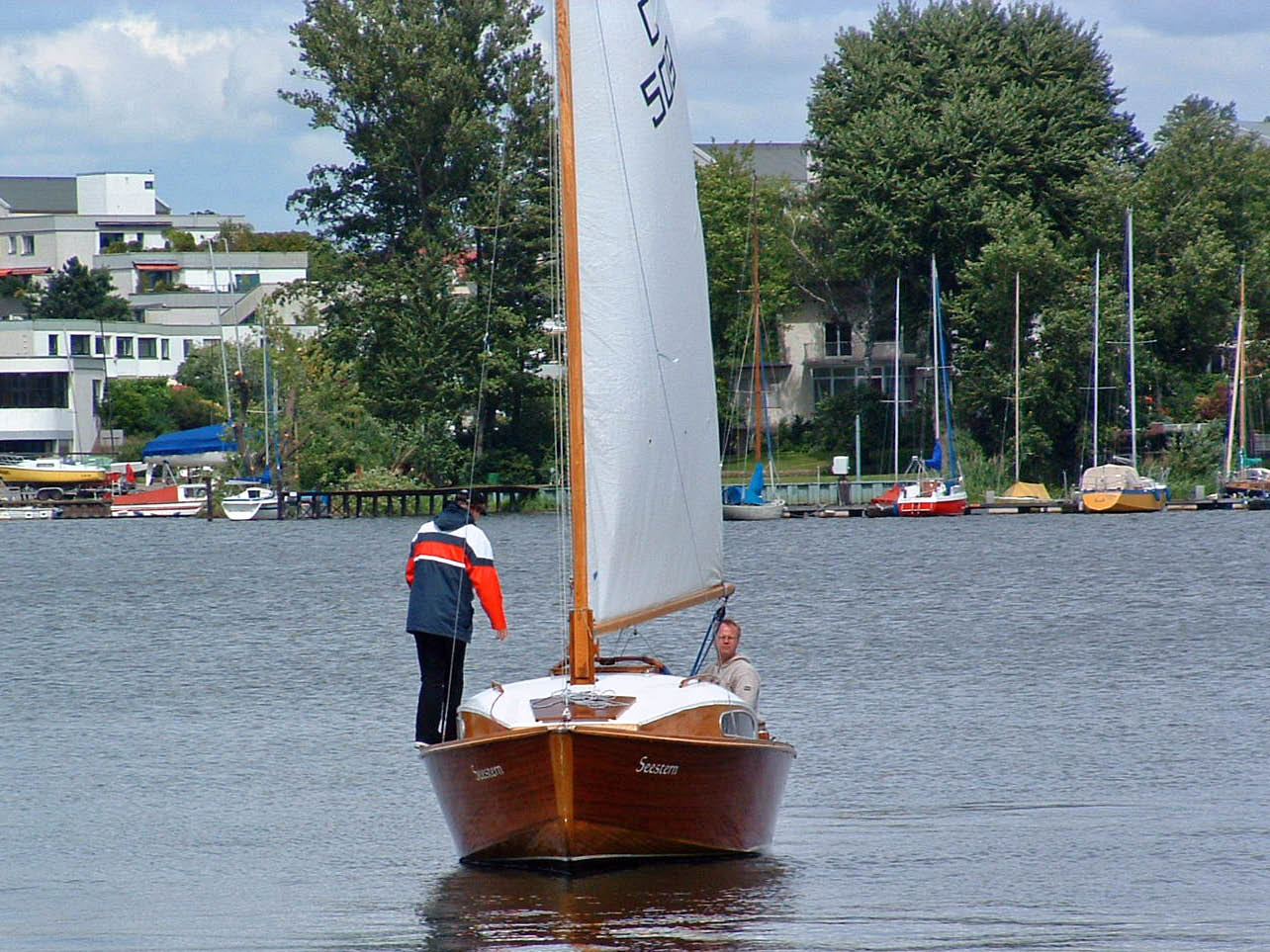
Knickspant-Boot unter Segeln

Knickspant wird die Form eines Bootsrumpfes genannt. Haben die Spanten keine runde Form wie beim Rundspanter, sondern mindestens einen Knick, spricht man von einem Knickspanter. Es gibt einfache Knickspanter, doppelte oder Multi-Knickspanter, wie z. B. das Waarship.

## Segelboote
Einige Knickspantboote weisen einen Plattboden auf, wie zum Beispiel der Optimist. Andere sind mit Spitzboden versehen, wie die OK-Jolle. Häufiger und für den modernen Kunststoffbau geeigneter ist die runde Bauweise (Rundspantform).
Grundsätzlich kann durch die Knickspantbausweise mit geringerer Materialstärke eine ausreichende Festigkeit des Rumpfes erreicht werden. Ferner können beim Knickspanter die Knicke die Aufgaben der Längsspanten übernehmen, was zu Gewichtsersparnissen führt. Die Bauweisen mit GFK oder mit formverleimten Holzfurnieren haben die Knickspanter allgemein etwas in den Hintergrund gedrängt, weil die Schwierigkeiten des Rumpfbaues nicht mehr so ausschlaggebend sind. Knickspanter haben durch die Knicke in der Außenhaut hydrodynamische Nachteile gegenüber anderen Rumpfformen. Die Knickspantbauweise basierte hauptsächlich auf der Verwendung von unverformten Platten als Baumaterial (z. B. Sperrholz- oder Stahlplatten) und bei manchen Bootsklassen wie z. B. dem Optimisten dem Wunsch, einen einfachen Selbstbau zu ermöglichen und so eine weite Verbreitung zu erreichen.
Weitere bei Segelbooten verbreitete Spantformen sind verschiedene Rundspant- oder S-Spant-Formen.

## Motorboote
Bei schnellen Motorbooten ergibt sich ein Knick meist aus dem Übergang von der ebenen Gleitfläche am Boden des Bootes zu den Bootsseiten.
Mit Hilfe des abgeflachten Bodens hebt sich das Boot bei hoher Fahrtstufe aus dem Wasser und gleitet auf der Wasseroberfläche. Gerade Flächen sind hier von Vorteil, da sie weniger benetzte Fläche als gekrümmte Flächen aufweisen und somit die Reibung vermindern. In der Gleitfahrt können aufgrund des somit verringerten Strömungswiderstandes erheblich höhere Geschwindigkeiten erzielt werden, bzw. wird eine geringere Antriebsleistung benötigt.
Nachteilig an solchen Gleitbooten ist die geringere Seegängigkeit. Bei zu hoher Geschwindigkeit steigt die Gefahr, dass das Boot wegen des harten Aufprallens des flachen Bodens auf die Wellen beschädigt werden kann (slamming). Hoher Seegang oder auch zu schnelle Richtungsänderungen können das Boot relativ einfach zum Kentern bringen.

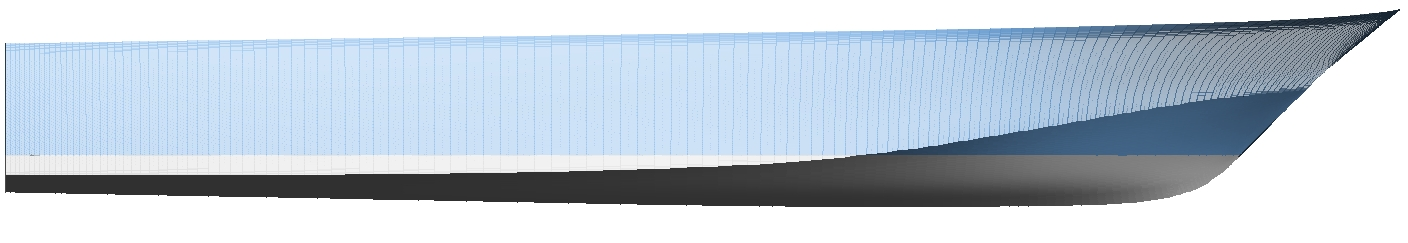
Knickspanter in der Seitenansicht

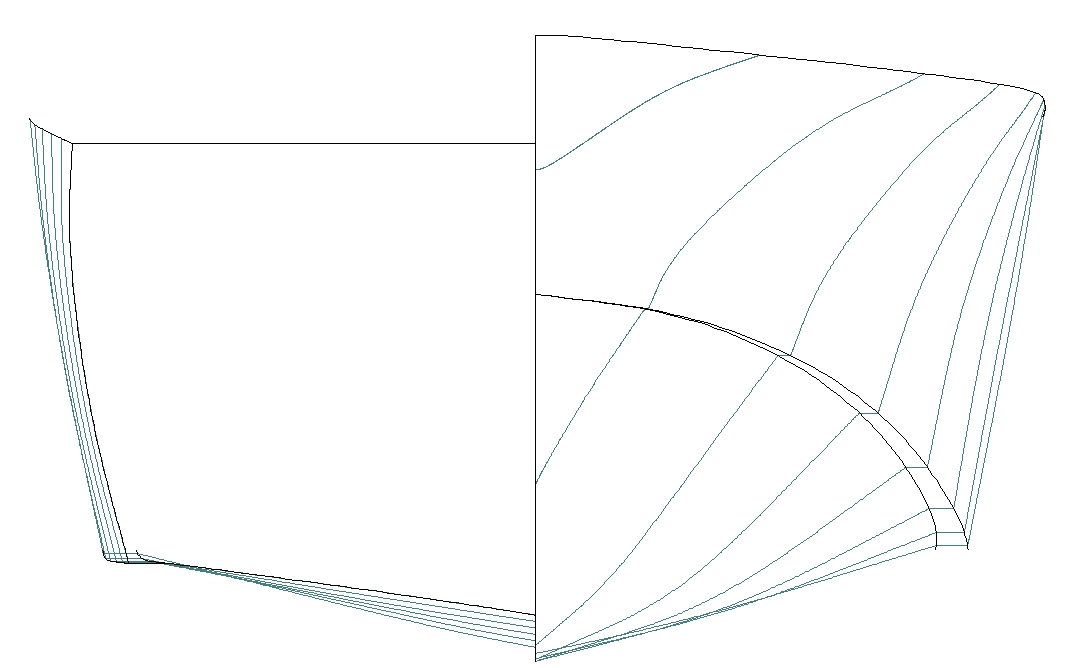
Spantriß eines Knickspanters

Um die Seegängigkeit von Knickspant-Motorbooten zu erhöhen, wird zumeist ein tiefes V im Bugbereich realisiert. Damit setzen Knickspanter bei Wellengang wesentlich weicher in die Welle ein.
Dadurch erhöht sich auch die Seegängigkeit, weil das Boot weicher durch die Welle geht.

## Beispiele für Segelbootsklassen mit Knickspant-Bauweise
Cadet,
Fireball,
Kielzugvogel,
OK-Jolle,
Optimist,
Pirat,
Schwertzugvogel,
Starboot,
Sunfish,
Waarship.